# Nada (sanskrit)
Nada (IAST : nāda ;  नाद en devanāgarī) est un terme sanskrit signifiant « son, bruit ».
Dans l'hindouisme le terme est utilisé pour des sons qui peuvent être intérieurs ou extérieurs, permettant un contact avec le divin. La Hamsa Upanishad décrit dix étapes de nada intérieurs. L'écoute du son intérieur (nāda-anusandhāna) est une pratique de Hatha-yoga. Elle est aussi connue en tant que pratique seule sous le nom de Nada-yoga.

## En théosophie
La théosophe Helena Blavatsky décrit également sept sons intérieurs dans un ouvrage mystique La Voix du Silence qui débute ainsi : « Qui veut entendre et comprendre la voix de Nada, "le Son Muet", doit apprendre la nature de Dhâranâ. »